# Gare de Wassamu
La gare de Wassamu (和寒駅, Wassamu-eki) est une gare ferroviaire du bourg de Wassamu, à Hokkaidō au Japon. La gare est exploitée par la compagnie JR Hokkaido.

## Situation ferroviaire
La gare de Wassamu est située au point kilométrique (PK) 36,3 de la ligne principale Sōya.

## Historique
La gare de Wassamu a été inaugurée le 15 novembre 1899.

## Service des voyageurs

### Accueil
La gare dispose d'un bâtiment voyageurs, avec guichets, ouvert tous les jours.

### Desserte
- Ligne principale Sōya :
  - voie 1 : direction Nayoro et Wakkanai
  - voies 2 et 3 : direction Asahikawa et Sapporo